# Winterton Ness
Winterton Ness är en udde i Storbritannien.   Den ligger i grevskapet Norfolk och riksdelen England, i den sydöstra delen av landet, 180 km nordost om huvudstaden London.
Terrängen inåt land är mycket platt. Havet är nära Winterton Ness åt nordost.  Närmaste större samhälle är Great Yarmouth, 14,5 km söder om Winterton Ness. 